# Scott Perunovich
Scott Perunovich (né le 18 août 1998 à Hibbing, État du Minnesota) est un joueur professionnel américain de hockey sur glace. Il évolue au poste de défenseur.

## Biographie

### Carrière en club
En 2016-2017, il joue en junior avec les RoughRiders de Cedar Rapids dans l'USHL. Il est choisi au 2e tour, en 45e position par les Blues de Saint-Louis lors du repêchage d'entrée dans la LNH 2018. De 2017 à 2020, il rejoint l'Université du Minnesota à Duluth. Il évolue trois saisons avec les Bulldogs dans le championnat NCAA. Les Bulldogs remportent le championnat en 2018 et 2019. Lors de la saison 2020-2021, Perunovich est écarté des patinoires en raison d'une opération de l'épaule. Le 16 novembre 2021, il joue son premier match dans la Ligue nationale de hockey avec les Blues face aux Coyotes de l'Arizona. Il enregistre son premier point, une assistance le 18 novembre 2021 contre les Sharks de San José.

### Carrière internationale
Il représente les États-Unis au niveau international. Il prend part aux sélections jeunes.

## Trophées et honneurs personnels

### USA Hockey
- 2019-2020 : remporte le Trophée Jim Johannson du meilleur joueur universitaire.

### NCAA
- 2019-2020 : remporte le Trophée Hobey-Baker.

## Statistiques

### En club
| Saison     | Équipe                       | Ligue      |    | Saison régulière | Saison régulière | Saison régulière | Saison régulière | Saison régulière |   | Séries éliminatoires | Séries éliminatoires | Séries éliminatoires | Séries éliminatoires | Séries éliminatoires |
| Saison     | Équipe                       | Ligue      | PJ | B                | A                | Pts              | Pun              | PJ               | B | A                    | Pts                  | Pun                  |                      |                      |
| 2016-2017  | RoughRiders de Cedar Rapids  | USHL       | 56 | 6                | 15               | 21               | 14               | -                | - | -                    | -                    | -                    |                      |                      |
| 2017-2018  | Bulldogs de Minnesota-Duluth | NCHC       | 42 | 11               | 25               | 36               | 36               | -                | - | -                    | -                    | -                    |                      |                      |
| 2018-2019  | Bulldogs de Minnesota-Duluth | NCHC       | 39 | 3                | 29               | 29               | 32               | -                | - | -                    | -                    | -                    |                      |                      |
| 2019-2020  | Bulldogs de Minnesota-Duluth | NCHC       | 34 | 6                | 34               | 40               | 64               | -                | - | -                    | -                    | -                    |                      |                      |
| 2021-2022  | Blues de Saint-Louis         | LNH        | 19 | 0                | 6                | 6                | 8                | 7                | 0 | 4                    | 4                    | 0                    |                      |                      |
| 2021-2022  | Thunderbirds de Springfield  | LAH        | 17 | 3                | 19               | 22               | 8                | -                | - | -                    | -                    | -                    |                      |                      |
| 2022-2023  | Thunderbirds de Springfield  | LAH        | 22 | 2                | 18               | 20               | 12               | 2                | 0 | 0                    | 0                    | 0                    |                      |                      |
| 2023-2024  | Blues de Saint-Louis         | LNH        | 54 | 0                | 17               | 17               | 12               | -                | - | -                    | -                    | -                    |                      |                      |
| 2024-2025  | Blues de Saint-Louis         | LNH        | 24 | 2                | 4                | 6                | 6                | -                | - | -                    | -                    | -                    |                      |                      |
| Totaux LNH | Totaux LNH                   | Totaux LNH | 73 | 0                | 23               | 23               | 20               | 7                | 0 | 4                    | 4                    | 0                    |                      |                      |

### En équipe nationale
| Année | Compétition                 |    | PJ | B | A | Pts | Pun | +/-                |  | Résultat |
| 2018  | Championnat du monde junior | 7  | 1  | 2 | 3 | 2   | +2  | Médaille de bronze |  |          |
| 2023  | Championnat du monde        | 10 | 1  | 7 | 8 | 0   | +6  | Quatrième place    |  |          |